# Студия-41
Телеканал «Студия-41» (ранее «41-Домашний») — бывший телевизионный канал в Екатеринбурге. В последнее время наполнение эфира было программами собственного производства, а также ретрансляция программ канала «Продвижение» в рамках сетевого партнёрства. По состоянию на июнь 2021 года телеканал вещал лишь в режиме кабельного телевидения.

## История
Телекомпания «Студия-41» была основана в 1997 году. 21 апреля 1997 года получила лицензию на осуществление телевещания на 41 ТВК и 14 июня 1997 года впервые вышла в эфир.
6 марта 2005 года канал «Домашний» стал сетевым партнёром телекомпании «Студия-41», который в январе 2006 года изменил своё название на «41-Домашний».
14 марта 2019 года новым собственником канала «41-Домашний» стали свердловские власти под видом «Монетного щебеночного завода» (также являющимся собственником «4 канала»), а генеральным директором была назначена Элеонора Расулова.
22 апреля 2019 года телекомпания переехала в новое здание по адресу ул. Воеводина д. 8, где находится «4 канал». Кроме того, у «41 канала» появилась новая студия и начался постепенный переход на формат вещания 16:9.
С 1 января 2020 года телеканал перешёл на собственное круглосуточное вещание. Также вернулось историческое наименование телеканала «Студия-41». На многих печатных изданиях Екатеринбурга с конца декабря 2019 года находилась реклама «Студии-41». Кроме того, телеканал прекратил аналоговое вещание на 41 ТВК.
25 мая новым сетевым партнёром «Студии-41» стал омский канал «Продвижение». До этого в Екатеринбурге сетевым партнёром «Продвижения» был канал «Екатеринбург-ТВ», закрывшийся 1 мая 2020 года.

### Рекламная служба «Рубин»
Отдел продаж рекламы на канале «Студия-41» был организован при основании телеканала в 1997 году. В 1998 году при объединении с телеканалом «РТК» (ныне «СТС-Урал») получил название «Объединенной рекламной службы».
В 2003 году телеканал «ЦТУ» передал право продажи своих рекламных возможностей телекомпании «Студия-41». Рекламная служба получила название «Рубин». Новое наименование службы перекликалось с неофициальным названием здания на Малышева 44, в котором располагалась телекомпания «41-Домашний».
14 декабря 2004 года «Рубин» начал продавать рекламу в эфире радиостанции «Маяк в стиле рок».
В 2005 году по решению совета директоров «СТС Медиа» продажи рекламы в региональном эфире «СТС» были переданы «Видео Интернешнл Трэнд». Только в Екатеринбурге, несмотря на то что «СТС Медиа» принадлежало 51 % «СТС-Урал», «Рубину» удалось сохранить за собой право продаж возможностей «СТС-Урал», так как такое стратегическое решение требовало согласие всех акционеров.
В 2006 году, по собственным оценкам, доля на рекламном телерынке Екатеринбурга составляла 32-34 % (около 9 млн долларов). Практически половину этой доли обеспечивали продажи возможностей «СТС-Урал».
1 января 2007 года, после приобретения каналом «ДТВ» местного сетевого партнера — телекомпании «МИГ ТВ», «Рубин» получил право продажи рекламы в её эфире.
С 1 октября 2007 года по решению «СТС Медиа» право продаж в региональном эфире телеканалов холдинга («СТС-Урал», «Домашний») было окончательно передано в рекламную группу «Телец Видео Интернешнл» — екатеринбургскую «дочку» Трэнда. Рекламная служба «Рубин» прекратила своё существование.
В последнее время отдел продаж «Студии-41» занимался размещением рекламы в программах собственного производства и спецпроектах. С 2014 по 2019 год он также занимался размещением рекламы на телеканале «Екатеринбург-ТВ» (ЕТВ).

### Информационное вещание
До ноября 1999 года в эфире телекомпании «Студия-41» выходили краткие информационные блоки без ведущих под названием «Просто новости».
1 ноября 1999 года «Просто новости» были заменены на два получасовых выпуска новостей с традиционным ведущим в студии. Первый выпуск новостей в новом формате совместно с Натальей Богдановой провел приглашенный московский тележурналист Александр Гурнов. Выпуски новостей назывались по времени выхода — «Новости в 19:00» и «Новости в 22:00».
14 марта 2002 года информационные программы телекомпании «Студия-41» стали выходить из новой студии, построенной по принципу ньюс-рум, в котором живым фоном для ведущего и гостей выступала реальная редакция новостей. Вместе с новым оформлением информационные выпуски получили другое название — «Новости в наступлении», — и собственный логотип — стрелку, направленную вверх.
В мае 2004 года вечерний выпуск новостей получил собственное название — «Новости в наступлении. Сверх Плана». С самой первой передачи её вел один-единственный ведущий — Павел Кольцов.
После начала вещания телеканала «Домашний», из названия выпусков исчезли слова «в наступлении».
16 августа 2010 года выпуск в 19:00 также получил собственное имя — «Главные новости Екатеринбурга».
22 апреля 2019 года изменилось время выхода в эфир «Главных новостей Екатеринбурга». Теперь они выходили в эфир в 18:00 и 0:00.
С 9 января 2020 года «Главные новости Екатеринбурга» выходили в эфир в 19:00. 21 февраля вышел последний выпуск программы. Руководство телеканала объяснило закрытие передачи тем, что её «слишком дорого производить».
С 22 февраля, после закрытия «Главных новостей Екатеринбурга», ежедневно в 7:55, 9:55, 10:55, 11:55, 13:55, 14:55, 15:55, 18:25, 19:20, 19:55 выходил пятиминутный информационный дайджест «Главное сегодня».

## Программы собственного производства

### Информационно-аналитические
- Главное сегодня — ежедневная информационная программа
- Подробный разговор

### Развлекательные
- Утренний экспресс

### Ежегодные спецпроекты
- Телемарафон в честь Дня Победы
- Телемарафон, посвященный празднованию дня города Екатеринбурга
- Дневники Мисс Екатеринбург — телевизионный отборочный тур претенденток на титул Мисс Екатеринбург
- Мисс Екатеринбург — трансляция финала городского конкурса красоты

### Другие
- Вести настольного тенниса
- Главное в городе

### Снятые с эфира
- Из первых уст — еженедельная интерактивная программа с первыми лицами Екатеринбурга
- Новости-41. Сверх плана — вечерний выпуск новостей
- Болельщик — еженедельная передача о спортивном Екатеринбурге
- Новое Утро (1999—2004) — утреннее шоу
- Женское счастье — передача о латиноамериканских сериалах
- Конкурс песен из латиноамериканских сериалов (2003—2007)
- Неделя без галстука — еженедельная информационно-аналитическая программа
- Послесловие к Новостям
- Главные новости Екатеринбурга — ежедневная информационная программа
- Открытая студия
- Полезный вечер
- Учимся дома
- Прямая линия с Главой Екатеринбурга
- Главный в городе
- Жилые Кварталы

## Персоналии

### Ведущие канала в разное время
- Наталья Минц (Послесловие, Неделя)
- Павел Кольцов (Новости-41. Сверх плана,Главные новости Екатеринбурга)
- Дмитрий Чебыкин (Неделя)
- Евгения Мартынова (Из первых уст)
- Наталья Богданова (Новости)
- Анна Шнайдер (Новости, Новости в наступлении)
- Юлия Ющик (Новости в наступлении)
- Инесса Мастяница (Новости в наступлении, Новости-41)
- Ирина Гагарина (Главные новости Екатеринбурга)
- Галина Бескровная (Главные новости Екатеринбурга)
- Галина Палиброда (Вкус жизни)
- Анита Пастухова-Глебова (Вкус жизни)
- Елена Менакер (Вкус жизни, Прогноз погоды)
- Надежда Иванова (Вкус жизни, Новое утро, Полезный вечер)
- Юрий Казарин (Новое утро)
- Лера Костюник (Новое утро)
- Юрий Товбин (Новое утро)
- Александр Копылов (Новое утро)
- Роман Покрышкин (Новое утро)
- Геннадий Ильин (Новое утро, Прогноз погоды)
- Наталья Левкина (Прогноз погоды)
- Софья Домрачева (Женское счастье)
- Анастасия Эйнгорн (Главные новости Екатеринбурга)
- Александр Корчагин (Прогноз погоды)
- Виктория Левицкая (Прогноз погоды)
- Сергей Белов (Кухня)
- Алёна Костерина (Полезный вечер)
- Владислав Горин (Главные новости Екатеринбурга)
- Ольга Павлова (Послесловие, Главные новости Екатеринбурга, Жилые Кварталы)
- Артемий Захаров (Главные новости Екатеринбурга)
- Елена Руссу (Главные новости Екатеринбурга)
- Мария Новикова (Главные новости Екатеринбурга)
- Елена Гордиенко (Главные новости Екатеринбурга)
- Владислав Изюменко (Главные новости Екатеринбурга)
- Вероника Новосёлова (Главные новости Екатеринбурга,Подробный разговор)
- Юрий Шумков (Главные новости Екатеринбурга, рубрика «Городской дозор»)
- Алексей Фаюстов (Главные новости Екатеринбурга)
- Оксана Маклакова (Сумма мнений)
- Александр Пугачёв (Главные новости Екатеринбурга)
- Маргарита Гордеева (Главные новости Екатеринбурга)

## Награды
- 2015 — Телевизионная премия «ТЭФИ-Регион». Ведущая программы «Послесловие к новостям» Ольга Павлова — победитель в номинации «Интервьюер».
- 2012 — Телевизионная премия «ТЭФИ-Регион». «Главные новости Екатеринбурга» — победители в номинации «Ежедневная информационная программа для городов — миллионников».
- 2011 — Телевизионная премия «ТЭФИ-Регион». Победа в номинации «Телевизионный дизайн» за оформление и промоушн программы «Новости 41-го канала».
- 2008 — Телевизионная премия «ТЭФИ-Регион». Ведущий программы «Неделя без галстука» Алексей Фаюстов — победитель в номинации «Ведущий итоговой программы».
- 2007 — Телевизионная премия «ТЭФИ-Регион». Журналист программы «Новости-41» Артемий Захаров — победитель в номинации «Репортер».
- 2007 — Телевизионная премия «ТЭФИ-Регион». Программа «Неделя без галстука» — победитель в номинации «Информационно-аналитическая программа».
- 2004 — Всероссийский конкурс «Как наше слово отзовется: русский язык в электронных СМИ». Ведущий программы «Новости в наступлении» Алексей Фаюстов — победитель в номинации «Слово обозревателя».
- 2004 — Конкурс «Национальной Ассоциации Телерадиовещателей». Проекты «Новостей в наступлении» («Поверь в мечту» и «Озеленение города») — победители в номинации «Социальный проект».
- 2003 — Телевизионная премия «ТЭФИ-Регион». Программа «Кухня» — победитель в номинации «Развлекательная программа».
- 2003 — Фестиваль спортивной журналистики «Серебряный волк». Ведущий программы «Болельщик» Юрий Шумков — победитель в номинации «Спортивный журналист электронного СМИ».
- 2002 — Телевизионная премия «ТЭФИ-Регион». Программа «Новости в наступлении» — победитель в номинации «Информационная программа».
- 2002 — Телевизионная премия «ТЭФИ-Регион». Ведущая программы «Неделя» Наталья Минц — победитель в номинации «Интервьюер».
- 2002 — Бал уральской прессы «Золотая акула». Журналист программы «Новости» Инна Осипова — победитель в номинации «Информационный журналист».
- 2002 — Бал уральской прессы «Золотая акула». Журналист программы «Новости» Дмитрий Чебыкин — победитель в номинации «Журналистский дебют».
- 2001 — Всероссийский конкурс информационных программ региональных телекомпаний «Новости — время местное». Журналист программы «Новости» Оксана Избышева — Гран-При конкурса за сюжет о забастовке шахтеров в поселке Буланаш.
- 2001 — Всероссийский конкурс информационных программ региональных телекомпаний «Новости — время местное». Программы «Новости» (ведущий Алексей Фаюстов) — победитель в номинации «Информационная программа».
- 2001 — Всероссийский конкурс информационных программ региональных телекомпаний «Новости — время местное». Ведущая программы «Новости» Анна Шнайдер — победитель в номинации «Телевизионный ведущий».
- 2001 — Фестиваль «Лазурная звезда». Репортаж журналиста «Новостей» Ольги Владимирской — диплом программы «Совершенно секретно».
- 1998 — Фестиваль «Новости. Время местное». Репортаж журналиста Натальи Богдановой — лучший репортаж Урала и Сибири.
- 1998 — Фестиваль региональных программ «Вся Россия». «Студия-41» — победитель в номинации «Художественное оформление программ».